# Gonomyia (Leiponeura) moma
Gonomyia (Leiponeura) moma is een tweevleugelige uit de familie steltmuggen (Limoniidae). De soort komt voor in het Australaziatisch gebied.